# Klassieke tripartite

Vlag van Duitsland

Met een Duitslandcoalitie bedoelt men het samengaan in een coalitie van drie politieke partijen, die als kleuren zwart, rood en geel hebben. In praktijk komt dit veelal neer op een verbond tussen een christendemocratische, socialistische en een liberale partij. De kleuren van de partijen wijzen naar de vlag van Duitsland. Overigens is de term vooral in de bondsrepubliek bekend, maar ook de naam Zwart-rood-geel wordt gebruikt voor de coalitie evenals Klassieke tripartite.

## Duitsland
In Duitsland slaat de coalitie op een coalitie tussen CDU, SPD en FDP. Anders dan in Nederland en België heeft de Duitse liberale FDP geel als kleur, in Nederland en België kent men blauw voor de liberale partijen. 

### Deelstaten
Een dergelijke combinatie kwam voor het eerst in de deelstaat Bremen aan de macht in 1951 en regeerde er tot 1955. De grootste partij was toen de SPD.
Daarna werd er al snel door Saarland deze coalitie opgepakt vanaf 1955. De sociaaldemocratische partij heette daar toen DSP, terwijl de liberalen de naam DPS droegen. De regering stond onder gezag van minister-president Hubert Ney, maar hij trad in 1957 af. Zijn opvolger Egon Reinert regeerde tot en met 1960 met dezelfde partijen.
Lang kwam er geen Duitslandcoalitie meer tot stand. Bij de Landdagverkiezingen 2021 in Saksen-Anhalt kregen CDU en SPD een meerderheid samen, maar toch kwam er extra versterking in de coalitie met de FDP. 
| Termijn   | Deelstaat     | Minister-president                    | Zetelverdeling              | Meerderheid    |
| --------- | ------------- | ------------------------------------- | --------------------------- | -------------- |
| 1951–1955 | Bremen        | Wilhelm Kaisen (SPD)                  | SPD (35), FDP (11), CDU (8) | 54 / 80 zetels |
| 1955–1960 | Saarland      | Hubert Ney (CDU) / Egon Reinert (CDU) | CDU (14), DPS (12), DSP (7) | 33 / 50 zetels |
| 2021–     | Saksen-Anhalt | Reiner Haseloff (CDU)                 | CDU (40), SPD (9), FDP (7)  | 56 / 97 zetels |

## Verenigd Koninkrijk
In het Verenigd Koninkrijk komt een zwart-geel-rode coalitie neer op een verbond tussen Conservative Party, Labour en Liberal Democrats. Door het Engelse kiesstelsel komen coalities in het Britse Lagerhuis normaliter niet voor; deze Britse coalities kunnen in principe dus enkel op andere bestuursniveaus bestaan. 

## Oostenrijk
In Oostenrijk spreekt men niet van een Deutschland-Koalition, want de christendemocraten hebben de kleur turquoise en de liberalen de kleur roze. Een klassieke tripartite wordt in het Alpenland een Zuckerl-Koalition (snoepgoedcoalitie) genoemd.
Aangezien het liberale NEOS nog een jonge partij is en er vaak met twee partijen kan worden geregeerd, werd zo’n coalitie op deelstaatniveau en op landelijk niveau nooit gevormd. Dat veranderde toen de Oostenrijkse parlementsverkiezingen 2024 een driepartijencoalitie mogelijk maakten. Toen werd voor het eerst in de geschiedenis zo’n coalitie gevormd tussen ÖVP, SPÖ en NEOS.

## België
In België wordt de naam klassieke tripartite gebruikt. De Regering-Di Rupo I was een coalitie tussen socialisten, christendemocraten en liberalen. Het verschil in België zit hem in de kleuren van de partijen. Daar zijn de liberale partijen Open VLD en MR echter niet geel, maar blauw. Daarnaast draagt de christendemocratie de kleur oranje in België.